# دانشگاه دولتی یاروسلاو خردمند
دانشگاه دولتی یاروسلاو خردمند نووگورود (به روسی: Новгородский Государственный Университет имени Ярослава Мудрого, НовГУ)، که به طور غیررسمی با نام NovSU نیز شناخته می‌شود، در سال 1993 با ادغام دو موسسه آموزش عالی قدیمی ولیکی نووگورود، دانشگاه تربیت معلم و دانشگاه پلی‌تکنیک، تأسیس شد. بعدها، دانشکده کشاورزی نووگورود نیز به ساختار این دانشگاه اضافه شد. در حال حاضر، این دانشگاه شامل هفت دانشکده و چهار آموزشکده آموزش فنی و حرفه‌ای است.
این غیرمعمول است که دانشگاه دولتی نووگورود نام شاهزاده یاروسلاو خردمند را در عنوان خود جای داده است. در آتانه‌ی اولین سالگرد تأسیس دانشگاه، مهر شخصی شاهزاده در طی کاوش‌های باستان‌شناسی کشف شد. آکادمیسین یانین این را یک تصادف قابل توجه دانست و پیشنهاد داد که نام این شاهزاده روسی به دانشگاه اعطا شود.

## آموزش و دانشکده‌ها
بیش از 10,000 دانشجو در دانشگاه دولتی نووگورود مشغول به تحصیل هستند. کادر علمی دانشگاه NovSU شامل 1080 نفر کارمند است. از این تعداد، 188 نفر دارای مدرک دکترا و 566 نفر دارای مدرک کاندیدا هستند.
امروزه، در 20 دانشکده و 92 گروه آموزشی این دانشگاه، 4 برنامه مدرک تخصصی، 42 برنامه کارشناسی و 19 برنامه کارشناسی ارشد ارائه می‌شود.

### دانشکده سیستم‌های الکترونیک و اطلاعاتی
- نرم‌افزار مهندسی کامپیوتر و سیستم‌های خودکار
- ریاضیات کاربردی و علوم اطلاعات
- ریاضیات
- فیزیک
- الکترونیک و میکروالکترونیک
- رادیو تکنولوژی، شامل تخصص الکترونیک پزشکی
- طراحی و تکنولوژی تجهیزات الکترونیکی
- رادیوفیزیک و الکترونیک

### دانشکده علوم انسانی
- تاریخ و آرشیو
- نظریه و روش‌شناسی زبان‌های خارجی
- روش‌شناسی ترجمه
- فلسفه
- مطالعات فرهنگی
- زبان‌شناسی
- روزنامه‌نگاری
- حقوق

## دانشکده آموزش پزشکی
- پزشکی عمومی
- پرستاری
- دندانپزشکی
- داروسازی
- دانشکده آموزش مداوم تربیت معلم – روانشناسی
- آموزش فناوری
- آموزش و پرورش
- زبان‌های خارجی
- فناوری و کارآفرینی
- آموزش موسیقی
- هنرهای زیبا
- آموزش و روانشناسی پیش‌دبستانی
- آموزش و روش‌شناسی آموزش ابتدایی
- گفتاردرمانی
- روانشناسی ویژه
- تربیت بدنی
- مدیریت سازمان
- دانشکده کشاورزی و منابع طبیعی
- زیست‌شناسی
- جغرافیا
- شیمی
- بوم‌شناسی
- جنگلداری
- زراعت
- مکانیزاسیون کشاورزی
- فناوری‌های تولید و فرآوری کشاورزی
- دامپزشکی

### دانشکده اقتصاد دیجیتال و مدیریت
- مدیریت سازمان
- بازاریابی
- مدیریت منابع انسانی
- مدیریت دولتی و شهری
- مدیریت منابع زمین
- حسابداری، تحلیل و حسابرسی
- مالی و اعتبار
- اقتصاد و مدیریت بنگاه
- بازرگانی

### دانشکده پلی‌تکنیک
- فناوری، تجهیزات و اتوماسیون صنعت مهندسی
- فناوری‌های صنعت مهندسی
- حمل‌ونقل خودرویی
- مهندسی حرارت و قدرت صنعتی
- مهندسی صنایع و عمران
- شهرسازی و خدمات شهری
- فناوری فرآوری مواد هنری
- ماشین‌آلات و فناوری فرآوری فشار فلزات
- معماری
- طراحی (صنعتی، مد)
- طراحی محیط معماری